# Anthrax proconcisus
Anthrax proconcisus är en tvåvingeart som först beskrevs av Hardy 1942.  Anthrax proconcisus ingår i släktet Anthrax och familjen svävflugor. Inga underarter finns listade i Catalogue of Life.

## Bildgalleri

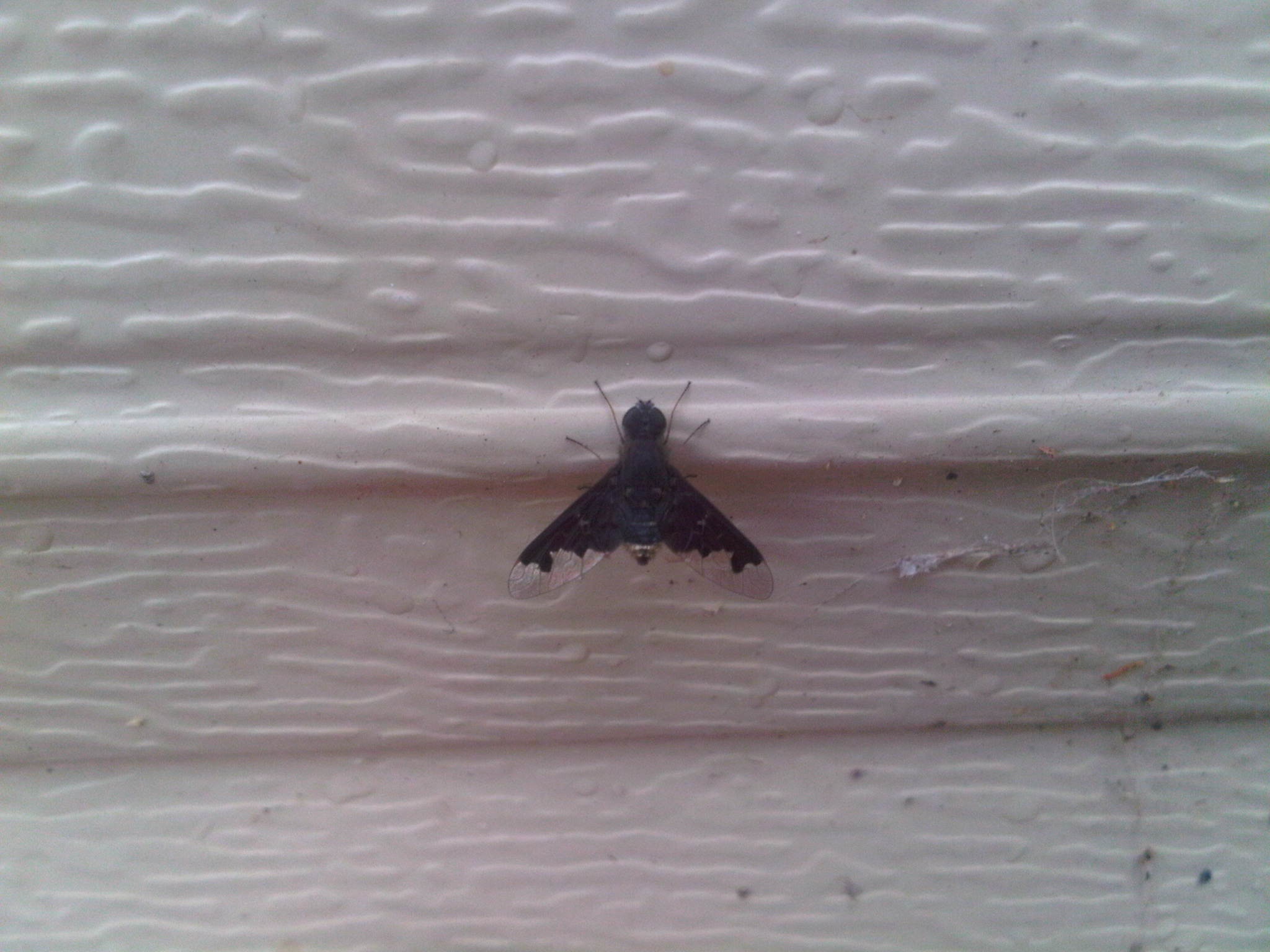